# Vicent Martínez
Vicent Martínez Català (Manises, Valencia; 31 de diciembre de 1916 - Manises, Valencia; 20 de mayo de 1965) fue un futbolista español. Jugaba de delantero y su primer club fue el Levante FC.

## Carrera
Comenzó su carrera en 1932 jugando para el Levante FC, club con el que se proclamó campeón de Copa en 1937. En 1939 fichó por el RCD Espanyol, hasta 1941. En 1942 se pasó al Real Zaragoza, en donde estuvo hasta el año 1943. Ese año, Vicente regresó al RCD Espanyol, en donde se mantuvo hasta 1944. En 1948 se pasó al CD Alcoyano, donde se retiró en 1949.

## Fallecimiento
Falleció en Manises el 20 de mayo de 1965 a los 54 años de edad.

## Clubes
| Club          | País   | Año       |
| ------------- | ------ | --------- |
| Levante FC    | España | 1932-1937 |
| RCD Espanyol  | España | 1939-1941 |
| Real Zaragoza | España | 1942-1943 |
| RCD Espanyol  | España | 1943-1944 |
| CD Alcoyano   | España | 1948-1949 |